# Lista autorilor români de memorii din închisorile comuniste

## Lista autorilor de memorii din închisorile comuniste
- Paul Goma, Gherla
- Iuliu Hossu, Credința noastră este viața noastră
- Virgil Ierunca, Fenomenul Pitești
- Ioan Ianolide, Întoarcerea la Hristos
- Ion Ioanid, Închisoarea noastră cea de toate zilele
- Nicolae Mărgineanu, Amfiteatre și închisori
- Constantin Noica, Rugați-vă pentru fratele Alexandru
- Oana Orlea, Ia-ți boarfele și fugi
- Marcel Petrișor, Jilava. Fortul 13
- Ioan Ploscaru, Lanțuri și teroare
- Mihai Rădulescu
- Elizabeta Rizea din Nucșoara
- Nicolae Steinhardt, Jurnalul fericirii
- Petre Țuțea
- Ferenc Visky, 70 de povestiri despre pușcărie și prietenie
- Alice Voinescu, Jurnal, Scrisori din Costești

Vezi și Cronologia literaturii anticeaușiste